# Líšina
Líšina (en allemand : Lischin) est une commune du district de Plzeň-Sud, dans la région de Plzeň, en République tchèque. Sa population s'élevait à 160 habitants en 2022.

## Géographie
Líšina est arrosée par la Merklínka, un affluent de la Radbuza, et se trouve à 4 km au sud du centre de Stod, à 22 km au sud-ouest de Plzeň et à 106 km à l'ouest-sud-ouest de Prague.
La commune est limitée par Stod au nord et à l'est, par Přestavlky à l'est, par Zemětice au sud, et par Holýšov à l'ouest.

## Histoire
La première mention écrite de la localité date de 1180.

## Transports
Par la route, Líšina se trouve à 5 km de Stod, à 26 km de Plzeň et à 119 km de Prague.